# Гандольфи, Саймон
Саймон Гандольфи (род. Лондон, 11 февраля 1933) — английский писатель

 и байкер, известный своими мотопробегами на сверхдальние дистанции. Он проехал более 110 тысяч километров в одиночку без поддержки, в частности, по Америке и Индии.
- 2007—2008 гг., Мексика — Огненная Земля через Мексику, Гватемалу, Гондурас, Никарагуа, Коста-Рику, Панаму, Колумбию, Эквадор, Перу, Боливию и Аргентину: 34 000 км на Хонде 125 см³.
- апрель — декабрь 2009 г., от Огненной Земли до Нью-Йорка: 46 000 км на той же Хонде
- ноябрь — июнь 2010—2011 гг., Индия: 18 000 на Honda Stunner[англ.] 125 см³.
- апрель — октябрь 2013 г., Индия: 16 000 км на TVS Phoenix 125 (TVS Motor Company).

Тур 2008 года по Америке был предпринят, когда Гандольфи было 73 года. Во время тура по Индии 2010 года ему было 77 лет. Этот тур был устроен вопреки терактам в Мумбаи в 2008 году, о которых Сандольфи сказал: «Это нападение привело меня в ярость, и я увидел, что все туристы отменили поездки, и поэтому я поехал по Индии, и если такой старикан, как я, может ездить по Индии в моем возрасте, это не может быть так опасно».
Ко времени одиночной поездки 2013 года Гандольфи исполнилось уже 80 лет. О поездке вышла как серия материалов для раздела о путешествиях The Guardian «Пеший туризм» в период с июня по октябрь того же года. Его поездка, которая должна была пройти через Индию в Англию, закончилась, когда Гандольфи получил перелом рёбер и другие травмы после столкновения с коровой.
Родной отец Гандольфи, Ральф Винсент Гандольфи-Хорниолд, герцог Гандольфи, маркиз ди Мелати, умер в 1938 году, когда мальчику было всего 5 лет. Саймон Гандольфи — пасынок подполковника Эуана Рабаглиати, автогонщика, британского пилота Первой мировой войны и офицера MI6 в годы Второй мировой войны.
Саймон Гандольфи известен как автор остросюжетных романов, на русском языке издана трилогия о приключениях отставного разведчика Трента.